# Salvatore Cannarozzo
Salvatore Cannarozzo (Balestrate, 5 aprile 1921 – Venezia, 3 maggio 1953) è stato un paracadutista italiano,  considerato pioniere della caduta libera e della posizione di deriva.

## Biografia
Nato a Balestrate in provincia di Palermo ma vissuto quasi sempre a Roma era noto come "le parachutiste le plus intrepide du monde". Nel 1949 è stato con Gaetano Argento e Sauro Rinaldi tra i primi paracadutisti a praticare l'apertura comandata e divenendo in seguito detentore del record mondiale di apertura a bassa quota.
Il 2 luglio 1951 Sauro Rinaldi e Salvatore Cannarozzo hanno sperimentato le ali di tela ideate da Léo Valentin.
Nel 1951 è stato vincitore del primo Campionato del Mondo di paracadutismo nel lancio di precisione da 600 m.
È morto a 32 anni al Lido di Venezia domenica 3 maggio 1953 dopo un lancio da un monomotore SIAI-Marchetti da 3000 m di quota e di fronte a numerosi spettatori. Cannarozzo aveva programmato di aprire il paracadute a 30 metri, ma l'impatto con il suolo si rivelò fatale.

## Onorificenze
Il comune di Palermo gli ha intitolato una via nel quartiere Resuttana-San Lorenzo.